# خودکشی در بوتان

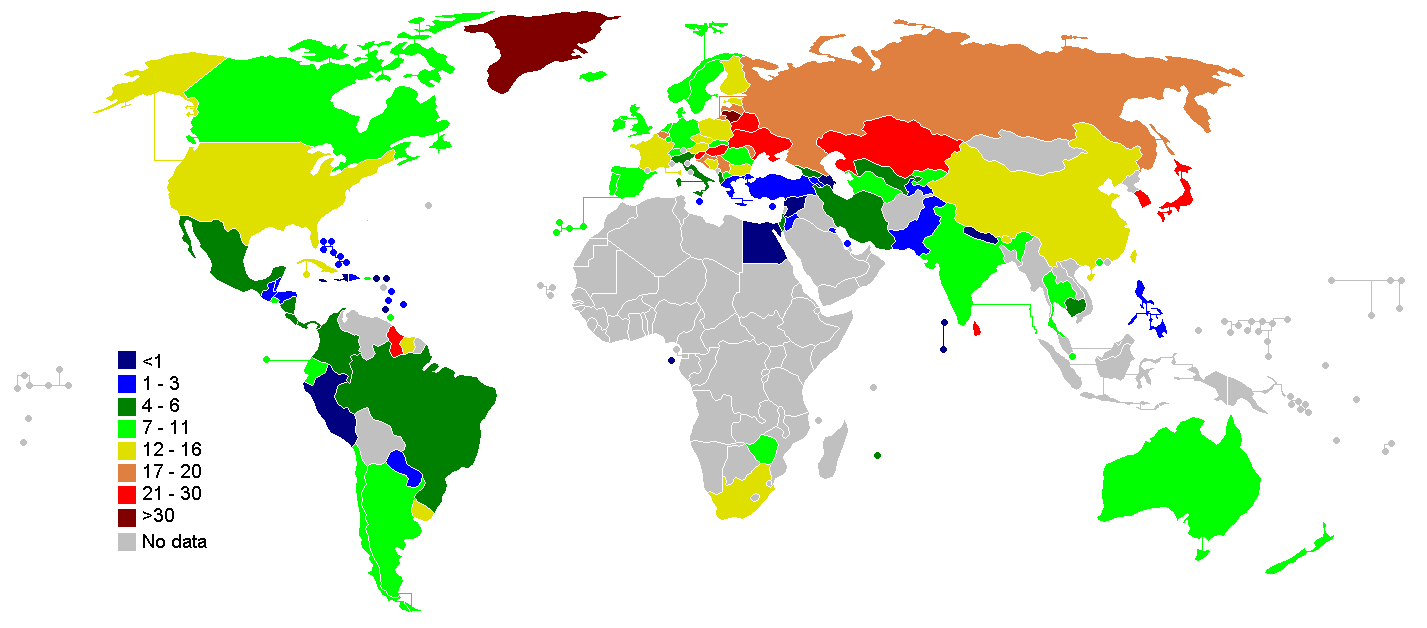
نرخ خودکشی بوتان در هر ۱۰۰٬۰۰۰ تن در مقایسه با دیگر کشورها بر پایه داده‌های سازمان بهداشت جهانی

خودکشی در بوتان طی سال‌های گذشته به یک معضل چشم‌گیر در پادشاهی کوچک هیمالیا که سیاست کلی آن تحت عنوان «شادی ناخالص داخلی» شکل گرفته، تبدیل شده است. از آن‌جایی که کشور بوتان دین رسمی خود را بودیسم تبتی قرار داده، گفتمان خودکشی و پیشگیری از آن در این کشور به گونه‌ای تابوی اجتماعی درمیان مردم بدل شده است.
در قانون اساسی بوتان، خودکشی جرم محسوب نمی‌شود اما معاونت در خودکشی فرد دیگری جرم است. نرخ خودکشی در میان پناهندگان نپالی ساکن بوتان مورد بحث بوده است. از عوامل خودکشی در بوتان می‌توان به بیکاری، نبود پیوندهای خانوادگی و اختلال افسردگی اساسی یاد کرد.
برپایه داده‌های سال ۲۰۱۱، نرخ خودکشی بوتان ۱۶٫۲ تن در هر ۱۰۰٬۰۰۰ تن بوده است. بوتان در رتبه بیستم از فهرست میزان خودکشی کشورها و ششم در میان کشورهای آسیا-اقیانوسیه قرار می‌گیرد. از سال ۲۰۱۲ و ۲۰۱۳ نرخ خودکشی به میزان ۵۰٪ در این کشور افزایش داشته است. این باعث می‌شود کشور بوتان یکی از بیش‌ترین آمارهای خودکشی را به خود اختصاص دهد. نبود فرصت‌های شغلی، خانواده‌های از هم پاشیده و نرخ بالای خشونت خانگی از جمله کاراهای مؤثر بر خودکشی در این کشورند.